# Calvertius
Calvertius es un género de gorgojos de la familia Curculionidae, pero se usa comúnmente para referirse a la especie de insecto Calvertius tuberosus (Faimaire & Germain). Fue nombrado en honor a su descubridor, Williams Bartlett Calvert. Existen bastantes especies de coleópteros como lepidópteros que en su nombre científico llevan el apelativo “Calverti”, también en honor a este entomólogo.

## Características
Es de color café a pardo oscuro, con una tonalidad semibrillante; los élitros poseen tubérculos con tonalidad pardo claro. Mide de 13 mm a unos 16 mm de largo.

## Hábitat
Calvertius tuberosus habita en la zona sur de Chile entre las regiones VIII a IX, puesto que estas regiones son ricas en araucarias ya que este coleóptero se alimenta de ellas, siendo así muy fácil encontrarlos bajo la corteza de las araucarias caídas o caminando sobre estas.